# Musik för miljonärer
Musik för miljonärer är ett musikalbum av Eldkvarn som gavs ut 1980 på LP på Silence Records. 1990 utgavs det på CD med två bonuslåtar på MNW. Det spelades in i Silence studios i Koppom.
Albumet var influerat av Elvis Costello och Iggy Pops New Values. Det är en av titlarna i boken Tusen svenska klassiker (2009).

## Låtlista

### 1980 års version
Alla låtar är skrivna och komponerade av Plura Jonsson om inget annat anges. 
| 1. | Skyldig           |  |  | 3:08 |
| 2. | Fula pojkar       |  |  | 2:12 |
| 3. | Nere på klubben   |  |  | 2:34 |
| 4. | Mannen i kostymen |  |  | 1:48 |
| 5. | Idiot-Stuff       |  |  | 2:53 |
| 6. | Vänd dej inte om  |  |  | 2:31 |
| 7. | Mysterier         |  |  | 2:22 |

| 1. | En vacker dag       |               |  | 2:46 |
| 2. | Lögner              |               |  | 2:47 |
| 3. | Ubåtens dag         | Carla Jonsson |  | 2:30 |
| 4. | Man utan namn       |               |  | 2:41 |
| 5. | Desperados          |               |  | 2:52 |
| 6. | Allt som folk säger |               |  | 3:24 |

### 1990 års version
Alla låtar är skrivna och komponerade av Plura Jonsson om inget annat anges. 
| Nr  | Titel               | Kompositör    | Notering | Längd |
| --- | ------------------- | ------------- | -------- | ----- |
| 1.  | Skyldig             |               |          | 3:08  |
| 2.  | Fula pojkar         |               |          | 2:12  |
| 3.  | Nere på klubben     |               |          | 2:34  |
| 4.  | Mannen i kostymen   |               |          | 1:48  |
| 5.  | Idiot-Stuff         |               |          | 2:53  |
| 6.  | Vänd dej inte om    |               |          | 2:31  |
| 7.  | Mysterier           |               |          | 2:22  |
| 8.  | En vacker dag       |               |          | 2:46  |
| 9.  | Lögner              |               |          | 2:47  |
| 10. | Ubåtens dag         | Carla Jonsson |          | 2:30  |
| 11. | Man utan namn       |               |          | 2:41  |
| 12. | Desperados          |               |          | 2:52  |
| 13. | Allt som folk säger |               |          | 3:24  |
| 14. | Sex                 |               |          | 2:55  |
| 15. | Mitt i ett våld     | Carla Jonsson |          | 3:19  |

## Medverkande
- Anders Lind - ljudtekniker, mixning
- Carl Jonsson - gitarr
- Claes Carlsson - keyboards, saxofon
- Plura Jonsson - gitarr, sång
- Raga de Gosch - trummor
- Tony Thorén - bas

## Listplaceringar
| Lista (1980) | Topplacering |
| ------------ | ------------ |
| Sverige      | 27           |

### Fotnoter
1. ↑  ”Musik för miljonärer”. Discogs.com. http://www.discogs.com/Eldkvarn-Musik-F%C3%B6r-Miljon%C3%A4rer/release/1721609. Läst 4 februari 2012.
2. ↑  Jonsson, Plura; Carla Jonsson (2008). Texter & historier från den stora landsvägen. Norstedts förlagsgrupp. sid. 46. ISBN 978-91-1-301930-7.
3. ↑  Gradvall et al 2009, nr. 564
4. ↑  Placeringar på den svenska albumlistan